# Jakob Bernoulli
Jakob Bernoulli, noto anche come Jacques Bernoulli o Giacomo Bernoulli (Basilea, 27 dicembre 1654 – Basilea, 16 agosto 1705), è stato un matematico e scienziato svizzero.
Era il fratello maggiore di Johann Bernoulli e lo zio di Daniel Bernoulli.

## Biografia

Ars conjectandi, 1713 (Fondazione Mansutti, Milano)

Nato a Basilea (Svizzera) nel 1654, Jakob Bernoulli seguì la volontà di suo padre cominciando gli studi in teologia, ma nel 1676 incontrò Robert Boyle durante un viaggio in Inghilterra e si dedicò così alle scienze e alla matematica. Nel 1682 divenne rettore all'Università di Basilea e nel 1687 professore di matematica. Sviluppò il calcolo infinitesimale.
Tenne una corrispondenza con Gottfried Leibniz dai cui primi scritti sull'argomento apprese il calcolo differenziale che sviluppò nei decenni successivi, con la collaborazione del fratello, Johann, e sempre sotto la supervisione dello stesso Leibniz. I suoi primi scritti sulle curve trascendentali (1696) e sull'isoperimetria (1700 1701) sono i primi esempi di tali applicazioni.
La sua opera principale è l'Ars Conjectandi, pubblicata postuma nel 1713, un lavoro fondamentale per la teoria delle probabilità. I concetti di campionamento bernoulliano, teorema di Bernoulli, variabile casuale bernoulliana e numeri di Bernoulli sono legati ai suoi lavori e nominati in suo onore.

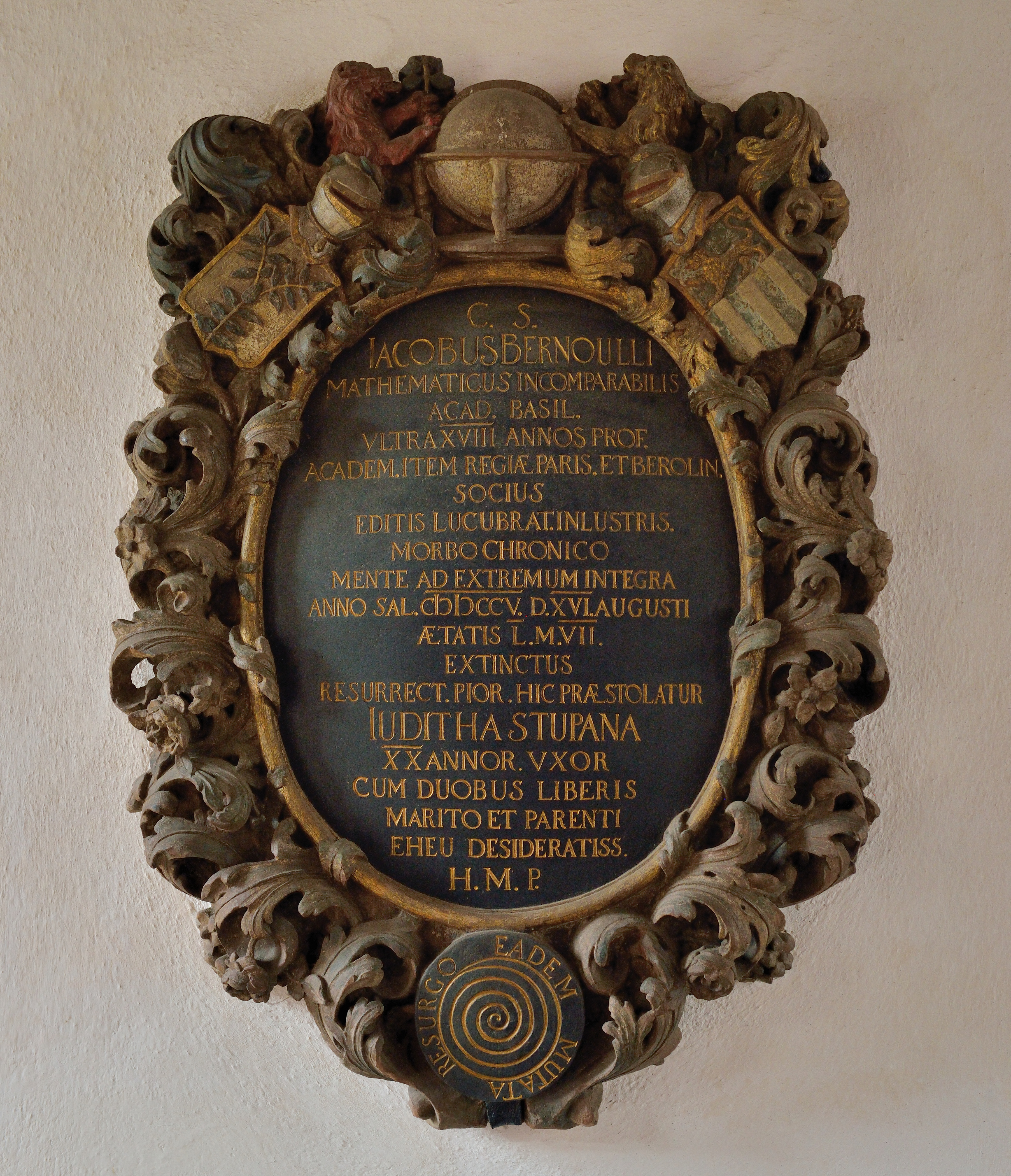
La tomba di Bernoulli nella cattedrale di Basilea

Morì a Basilea nel 1705 e venne sepolto nel chiostro della sua cattedrale.

## Intitolazioni
Ai fratelli Jakob e Johann Bernoulli la UAI ha intitolato il cratere lunare Bernoulli. Alla famiglia Bernoulli è stato dedicato un asteroide, 2034 Bernoulli.

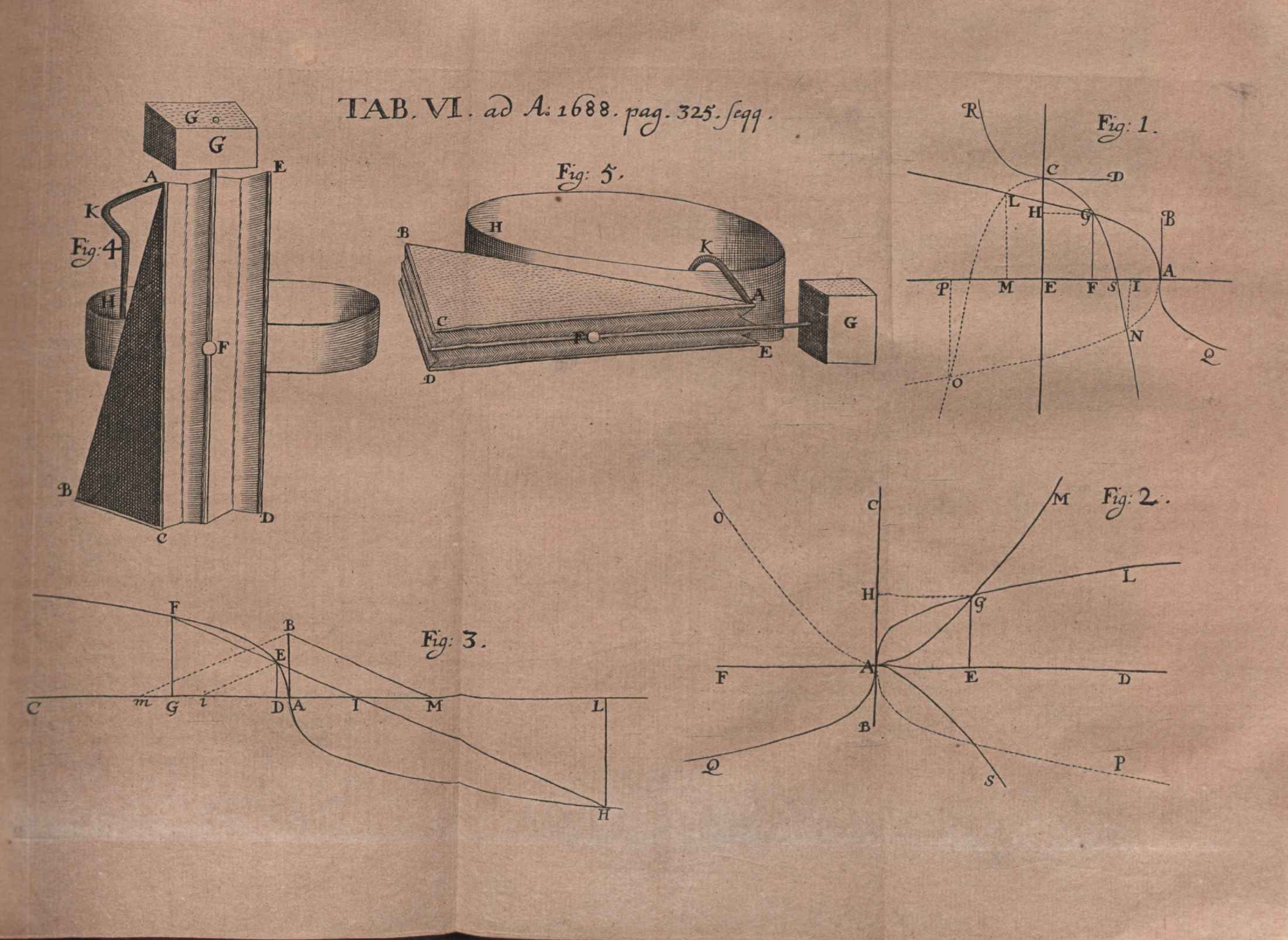
Illustrazione in Animadversio in Geometriam Cartesianam, pubblicato sugli Acta Eruditorum del 1688

## Opere
- (LA) Conamen novi systematis cometarum, Amstelaedami, apud Henr. Wetstenium, 1682.
- (LA) De gravitate aetheris, Amstelaedami, apud Henricum Wetstenium, 1683.
- (LA)  Ars conjectandi, opus posthumum, Basileae, impensis Thurnisiorum Fratrum, 1713.
  - (FR)  L'art de conjecturer, Caen, G. Le Roy, 1801.
- (LA) Opera, vol. 1, Genève, heritiers Cramer & frères Philibert, 1744.
  - (LA) Opera, vol. 2, Genève, heritiers Cramer & frères Philibert, 1744.

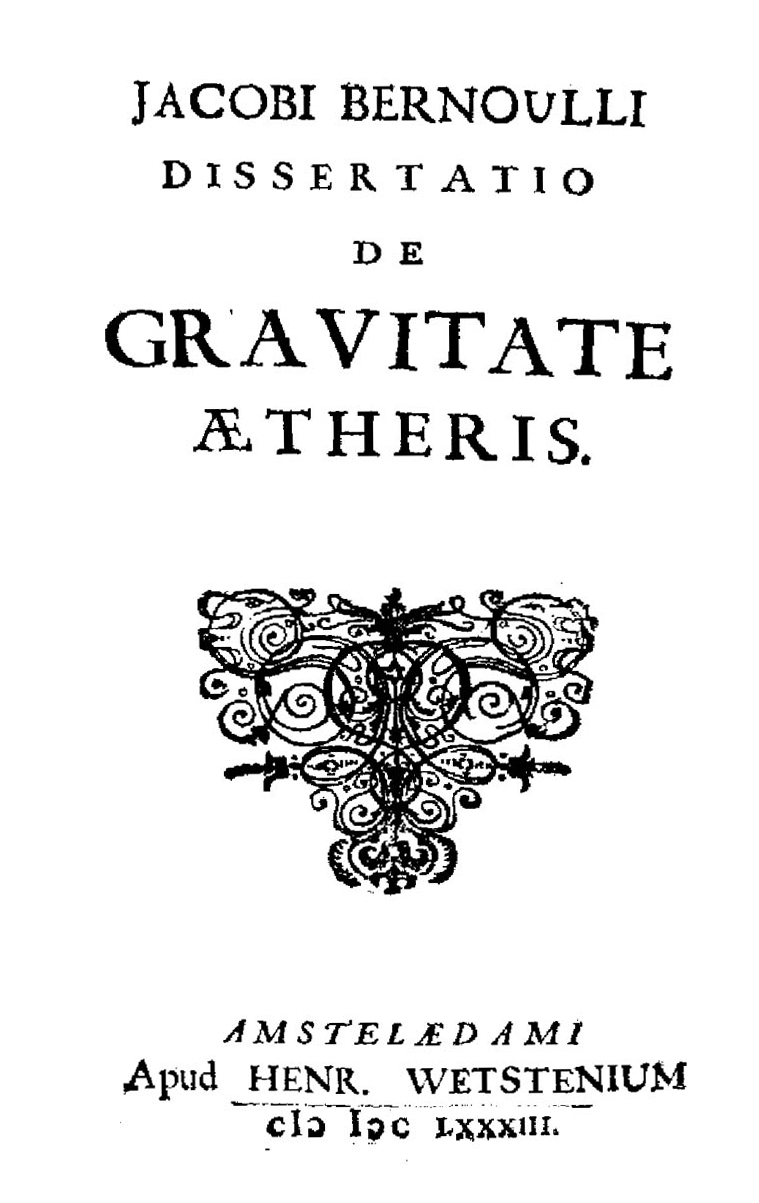
De gravitate aetheris, 1683
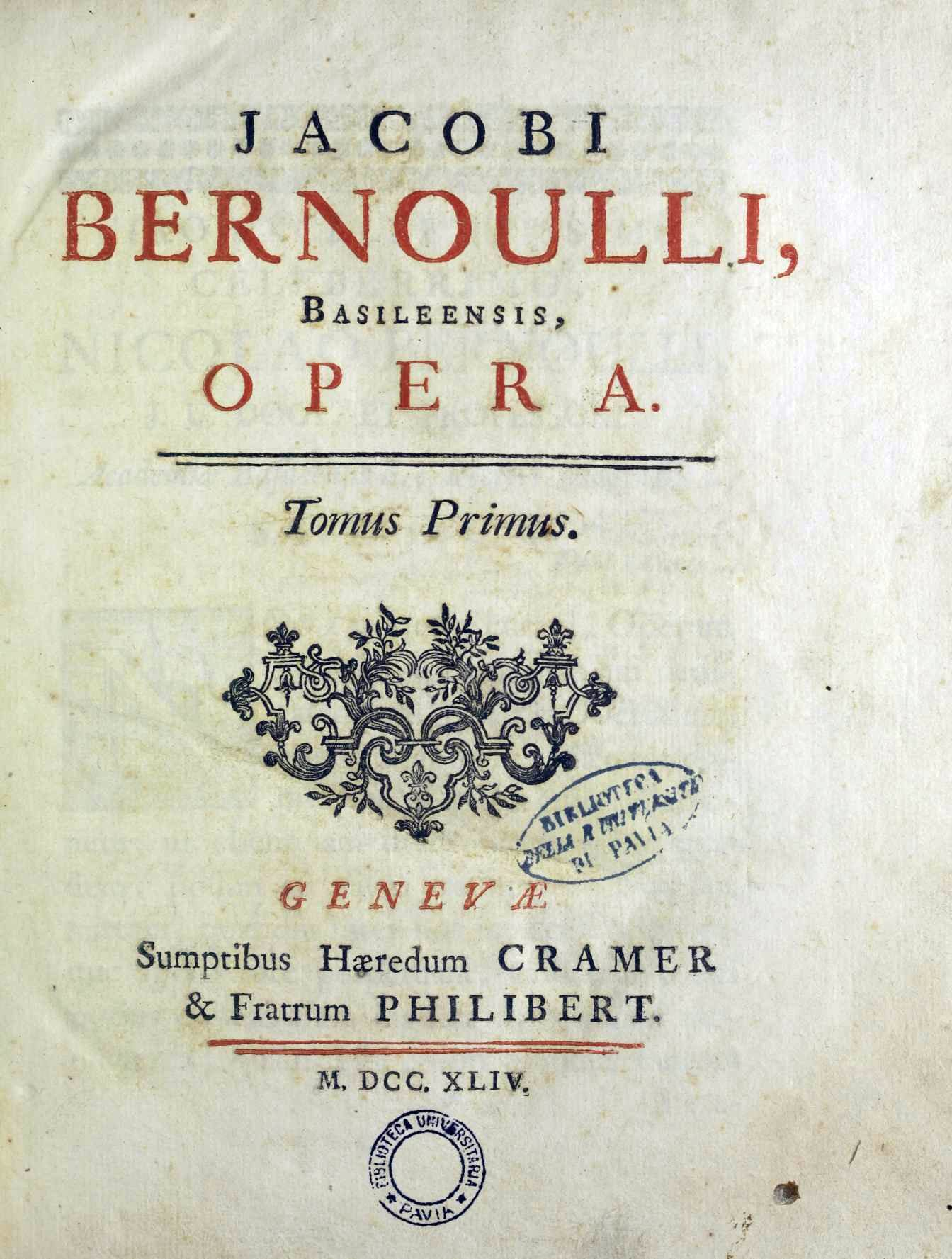
Opera, vol 1, 1744

## Famiglia Bernoulli
- Johann Bernoulli (1667-1748) - fratello – matematico.
- Daniel Bernoulli (1700-1782) - figlio di Johann – botanico e fisico, noto nell'idrodinamica.
- Nicolas Bernoulli (1687-1759) - figlio di un altro fratello – giurista.
- Johann III Bernoulli (1744-1807) - nipote di Johann (suo nonno) e Daniel (suo zio) - contribuì alla teoria della probabilità.
- Christoph Bernoulli (1782-1863) - pronipote di Johann.